# Sport à Pau
 (février 2025).

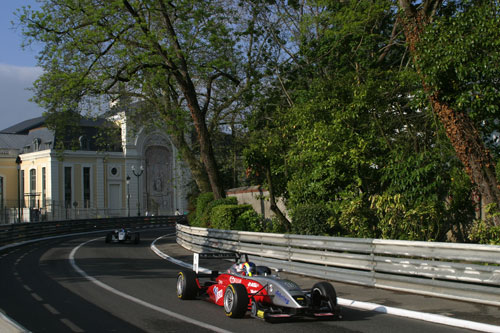
Le circuit de Pau emprunte les rues de la ville, et ressemble par différents aspects au Grand Prix de Monaco.

Pau est dotée de nombreuses infrastructures importantes et de plusieurs clubs de sport de haut niveau.

## Histoire
Selon la légende, c'est à Gaston IV de Béarn que l'on doit le début des courses hippiques en Béarn.
Au XIXe siècle, l'influence de la population anglaise à Pau a tenu un rôle important dans la diffusion et l'organisation du sport moderne : golf, équitation (concours complet, course hippique)...
Les hivernants, curistes et expatriés de la haute société britannique principalement, dont faisait partie le père d'Henry Russell, importent avec eux de nombreux sports en vogue à la Belle Époque et contribuent à la mode du pyrénéisme.
Le polo, les courses d’obstacles et la chasse au renard sont alors très prisés dans la capitale béarnaise, le Pau Hunt Drag voyant le jour en 1840.
L’hippodrome du Pont-Long, créé en 1842 accueille le meeting de Pau qui devient rapidement le point culminant de la saison hivernale pour les parieurs britanniques. Le haras national de Gelos, près de Pau a contribué à la sélection de la race de cheval Anglo-arabe, à partir du cheval navarrin.
Les hivernants, souvent devenus résidents, menés par Lord Hamilton, les colonels Hutchinson et Anstruther, le major Pontifex et l'archidiacre Sapte fondent en 1856 le Pau Golf Club.
Inspiré du légendaire Royal and Ancient Golf Club of St Andrews en Écosse, le Pau Golf Club est le plus ancien de toute l'Europe continentale (en dehors des îles britanniques). Le parcours est conçu par la référence incontestée de l'époque William Dunn Sr, sur un site où l'on pratiquait déjà le jeu de mail sous le règne du roi Henri IV ,.
La réputation de Pau est alors bien établie dans le monde anglo-saxon, et la cité mérite alors ses galons de « Reine des sports », décernés par la plume de l'américain James Gordon Bennett junior dans le journal qu'il avait fondé, le International Herald Tribune. Homme d'affaires avisé et féru d'aéronautique, Bennett décrit la cité comme étant « le centre du sport mondial » (« Pau is the hub of the sporting world ») et a ses habitudes dans les hôtels et villas fastueuses du boulevard des Pyrénées et du Quartier Trespoey. Bennett exploite ainsi le boom de l'aviation en Béarn piloté par les frères Wright et Louis Blériot, qui attire les rois Alphonse XIII et Édouard VII en 1909 afin d'assister au premier vol de Wilbur Wright au-dessus de la plaine du Pont-Long.
Bennett passe à la postérité en donnant son nom à la coupe aéronautique Gordon Bennett,. Par ailleurs, la presse nationale et le quotidien sportif L'Auto en particulier écrivent des chroniques régulières sur les nouvelles du sport palois .
Toutefois, les Béarnais ont longtemps considéré que le jeu de paume, ancêtre du tennis et de la pelote basque, sous la forme de paume au rebot, était leur véritable sport national. Selon la légende, c'est à Pau que le roi Henri IV avait acquis un goût si prononcé pour le jeu de paume qu’il continua toujours à jouer lorsqu'il devint roi de France, sans doute la raison pour laquelle la pelote basque est toujours si populaire en Béarn.
Le jeu de paume de jardin ou lawn tennis était pratiqué à la Haute-Plante et à la plaine de Billère, sur les pelouses des luxueuses villas. En 1887, un groupe d’amateurs et de commerçants fait construire une salle semblable à celle de la terrasse des Feuillants dans le jardin des Tuileries,. Ce bâtiment historique est achevé en 1889, avec un plan identique au jeu de paume des Tuileries et une tribune supérieure pour le public comme dans les trinquets de pelote basque. Des tournois internationaux y sont organisés, attirant le gratin des joueurs de l'époque : Jacques Brugnon, George Lyttleton-Rogers chez les hommes ou Simonne Mathieu chez les femmes,.
Au début du XXe siècle, la municipalité veut dynamiser la partie basse de la ville en se servant de l'actuel stade Philippe Tissié. Il est aménagé en vélodrome à la demande du Véloce-Club Béarnais, fondé en 1883, qui ne pouvait plus occuper son vélodrome du parc Beaumont . Ils s'installent dans les lieux au début du XXe siècle,,. Le vélodrome a accueilli la crème des cyclistes de l'époque, le danois Thorvald Ellegaard y a notamment couru en 1922 .
Officiellement inauguré en 1902, ce complexe imaginé par Jules-Antoine Noutary, futur architecte du stade de la Croix du Prince et de l'ancien hôtel de France, comprend un ensemble d'équipements avec un vélodrome, des terrains de lawn-tennis, de croquet et d'un jeu essentiellement béarnais : les quilles de neuf.
Le vélodrome sera peu à peu délaissé au profit des courses sur route.
Dans les années 30, le maire Verdenal évoque la possibilité d'y construire un véritable « Parc des Sports ». Dans les années 40, c'est Charles Lagarde, l'ancien athlète devenu président emblématique de la Section paloise qui reprend le flambeau.
Après 1950, l'ancien vélodrome est graduellement transformé en stade municipal, renommé stade Philippe Tissié en hommage au palois fondateur des lendits scolaires et initiateur de la gymnastique suédoise en France.
Le stade Philippe Tissié accueille désormais le sport scolaire et devient chaque année le cœur du circuit du Grand Prix automobile de Pau.
En effet, les sports mécaniques ne sont pas en reste, pratiqués en Béarn depuis 1898, date de la fondation de l'Automobile Club basco-béarnais. Le Grand Prix de Pau, né sous le nom de « Grand Prix du Sud-Ouest » en 1901, s'est forgé une solide réputation grâce à son circuit urbain, inchangé depuis 1935, considéré comme particulièrement difficile et relevé par de nombreux pilotes,. Les pionniers des courses automobiles y ont couru : René de Knyff remporte en 1900 le Grand Prix de Pau avec sa Panhard munie de pneus Michelin à une vitesse moyenne de 70 km/h . En 1949, Juan Manuel Fangio remportait le GP et lançait sa carrière en bouclant en tête 110 tours, soit 305 km.
Néanmoins, en dépit de cette anglophilie et de la promotion de sports d'origine britannique, aucun club de football ne voit le jour sous l'impulsion des citoyens de la couronne de Sa Majesté, comme ce fut le cas à Paris et dans le Nord de la France.

La pratique du Football-Association en Béarn et en Gascogne plus généralement reste confidentielle. Le rugby, quant à lui, draine les foules dans son temple de la Croix du Prince,. C'est la raison pour laquelle des joueurs de Football-Association béarnais, à l’image de Jean Batmale, milieu défensif de l'équipe de France aux Jeux olympiques en 1920 et 1924, doivent s'exiler en région parisienne ou en Bretagne pour pouvoir pratiquer ce sport, quasi inexistant à l'époque dans les Pays de l'Adour.

Les sports à Pau
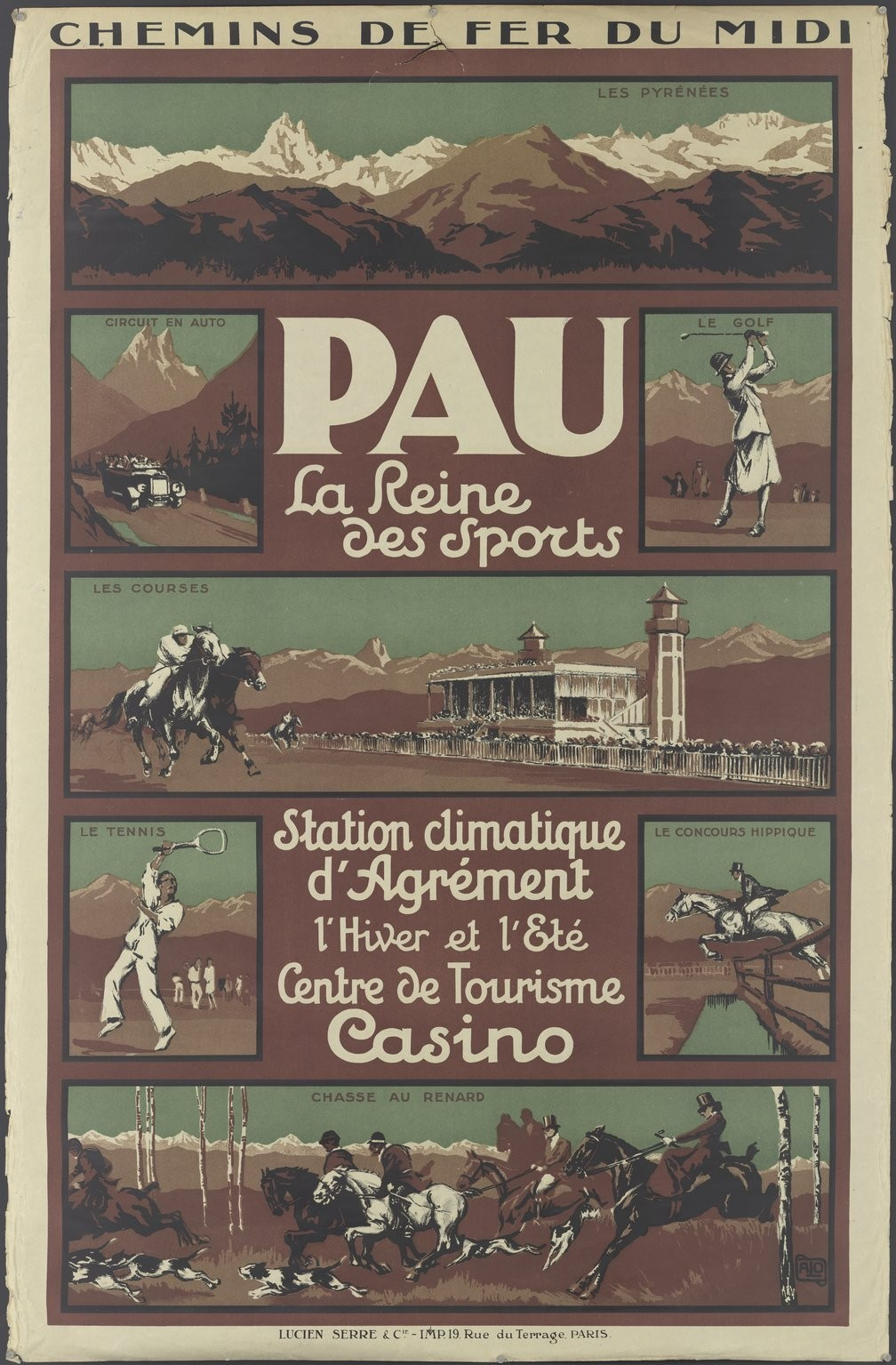
Pau, La Reine des Sports - Affiche de la Compagnie des chemins de fer du Midi en 1930
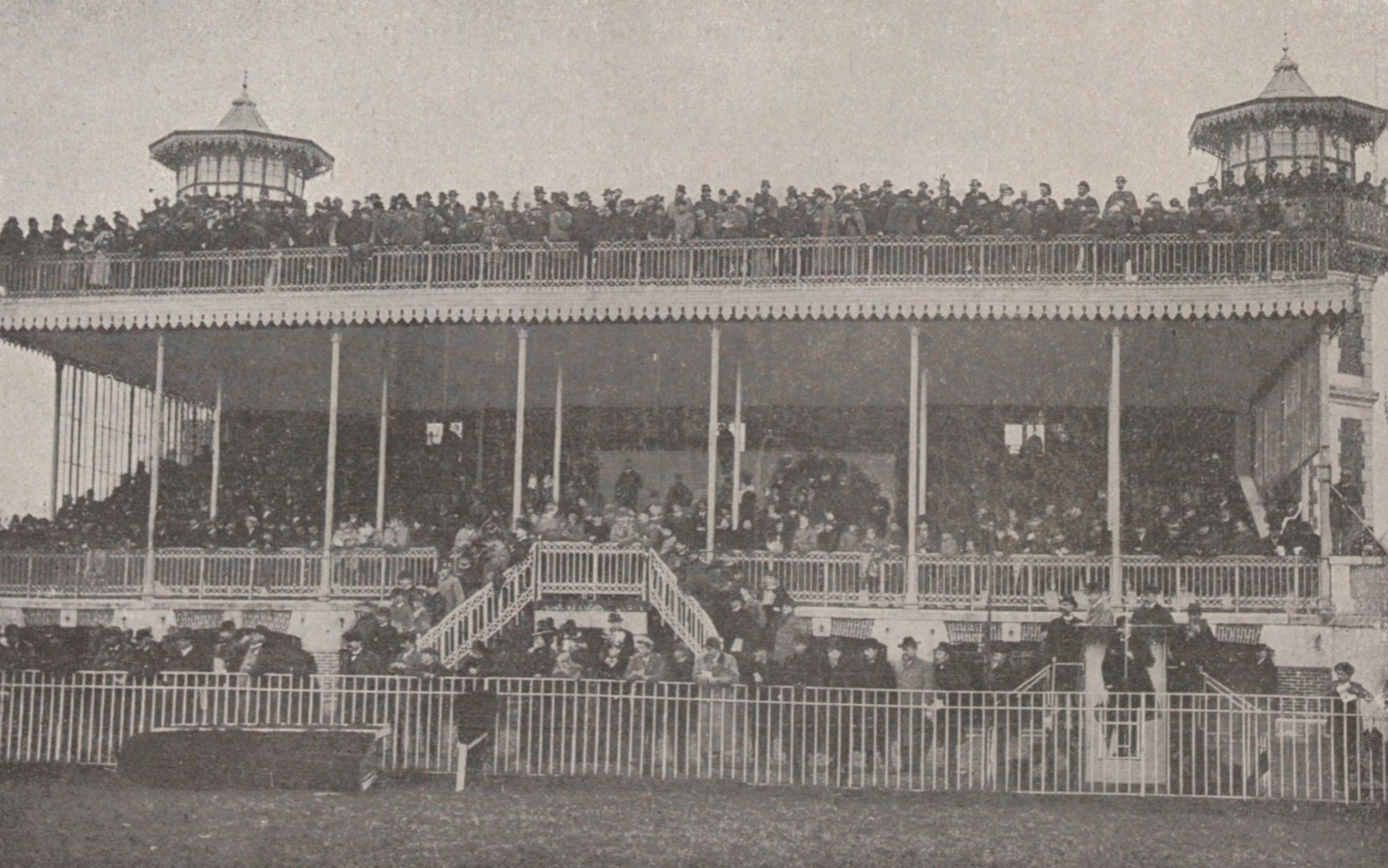
Tribune de l'hippodrome de Pau en 1899
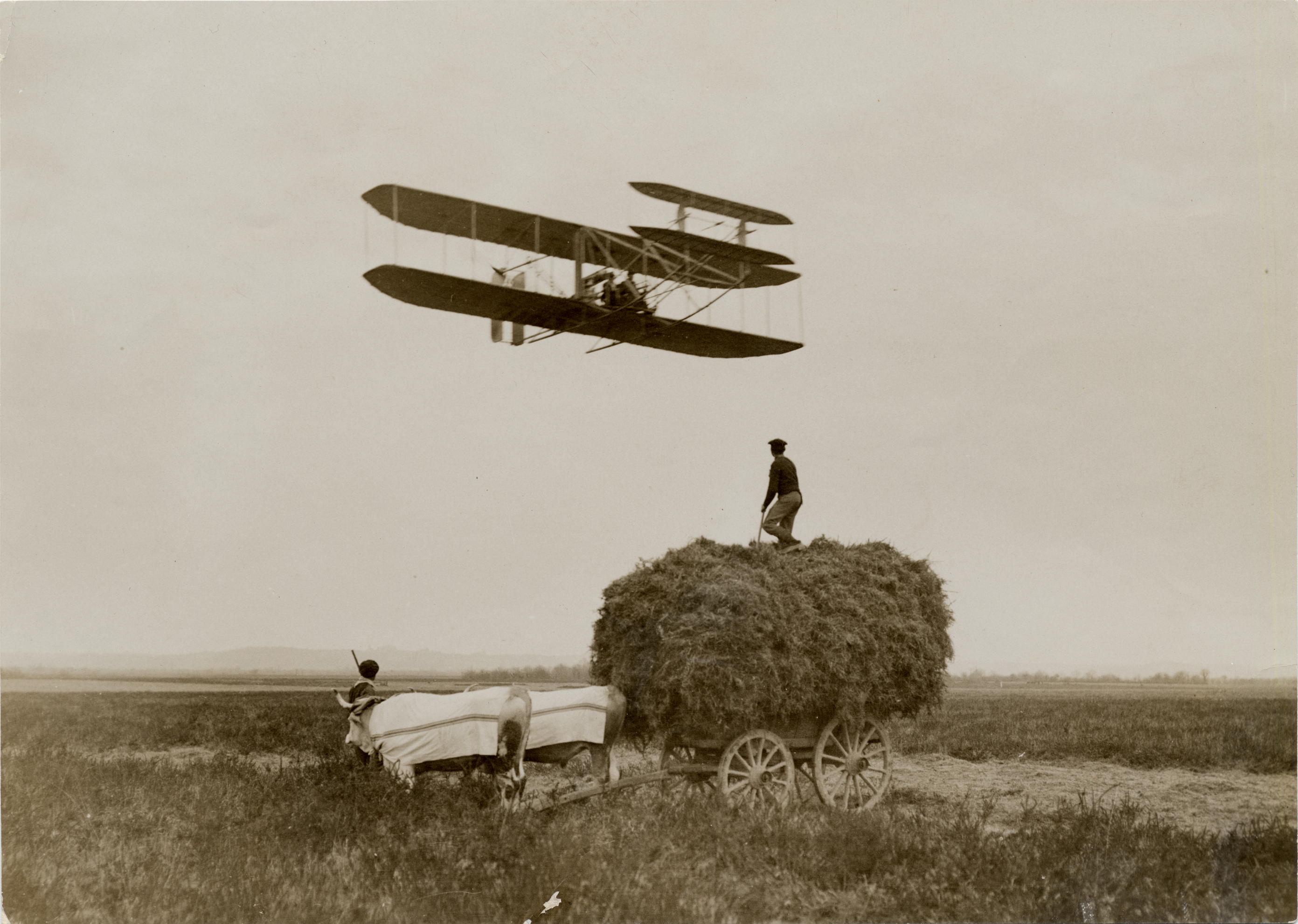
Le Wright Flyer d'Orville et Wilbur Wright à Pau en 1908
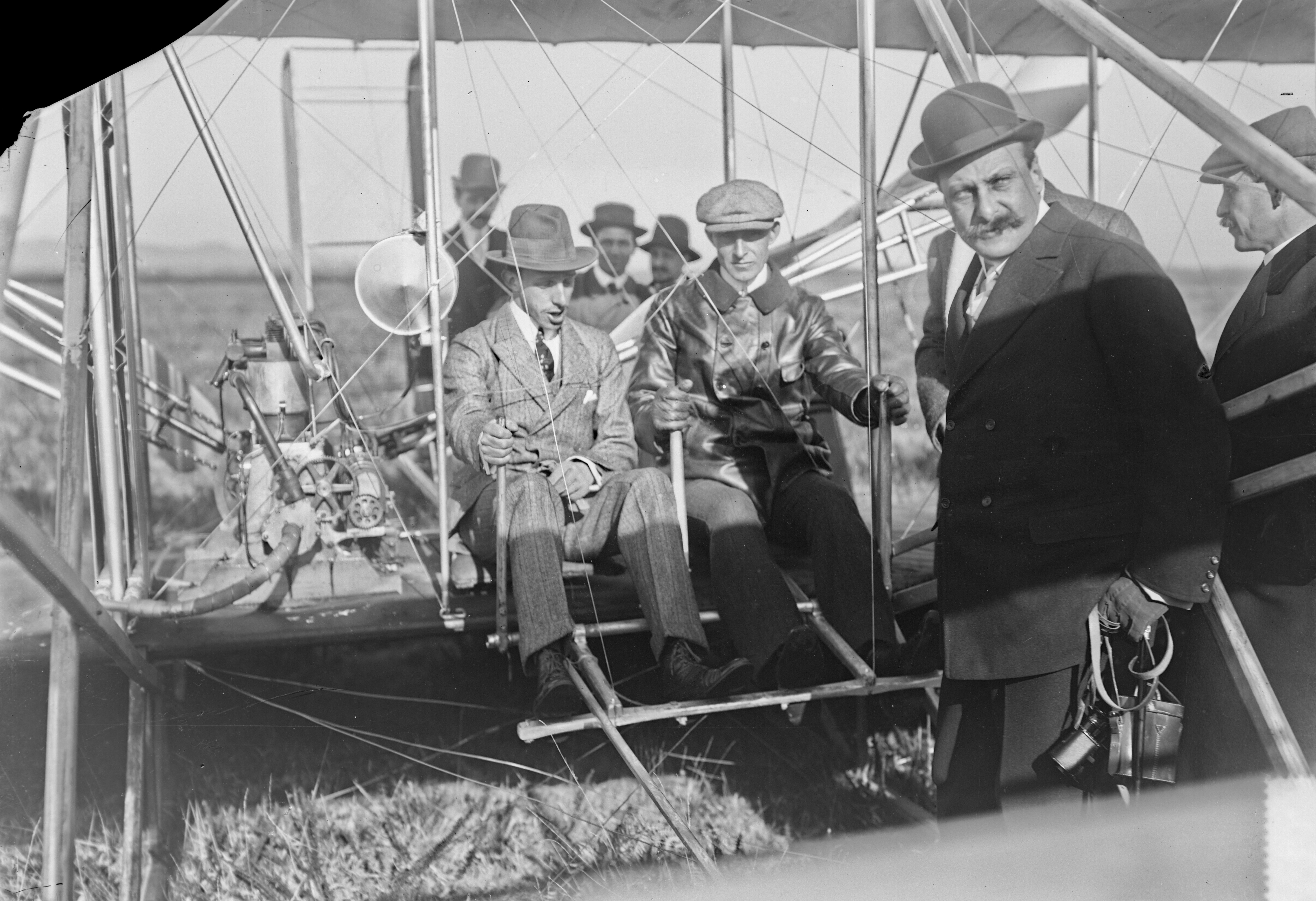
Alphonse XIII et Wilbur Wright
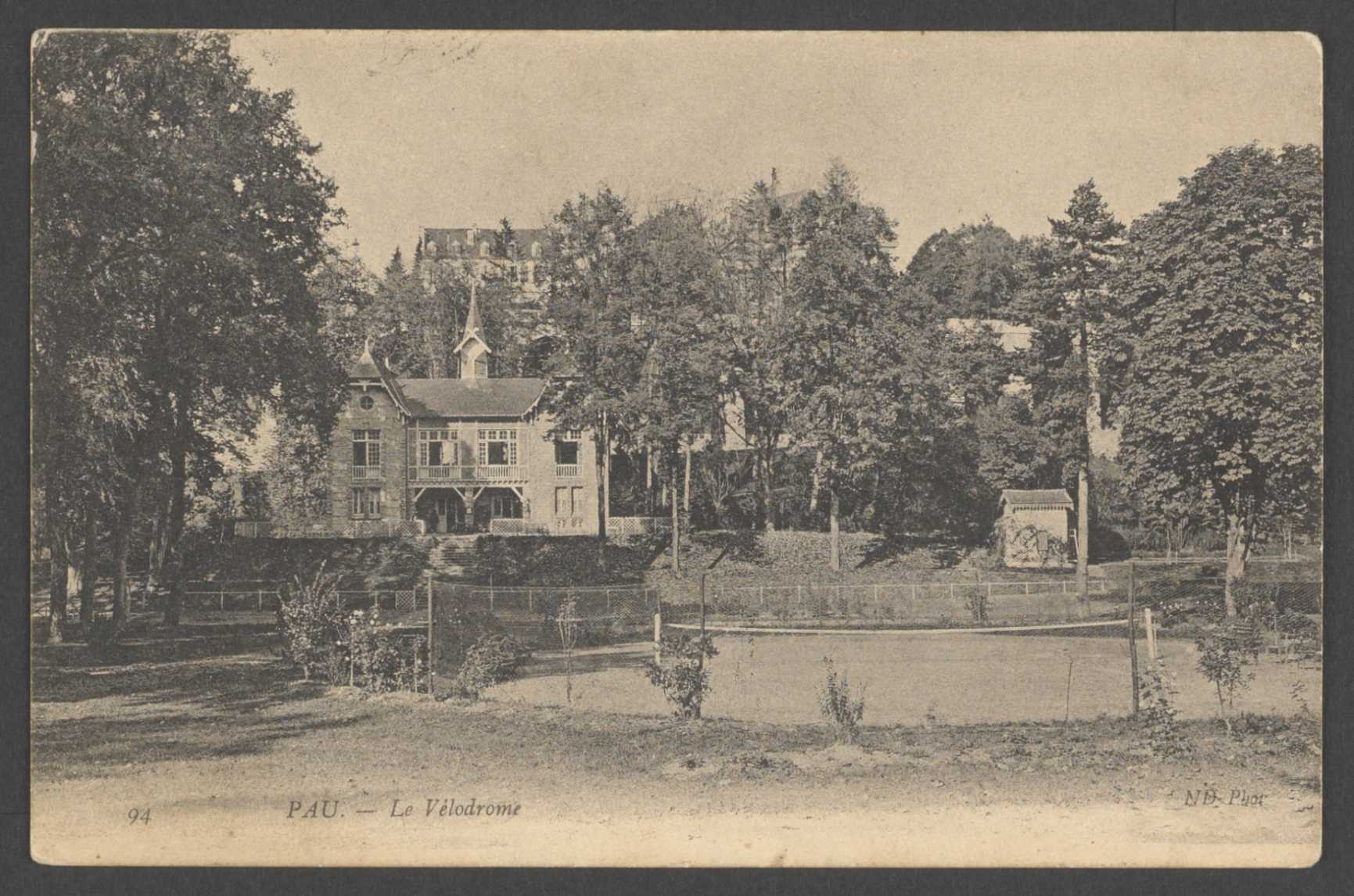
Vue du vélodrome au début du XXe siècle
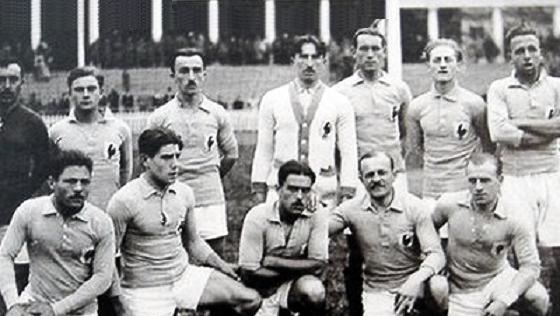
Batmale (Second joueur debout) en équipe de France - Jeux olympiques de 1920 à Anvers
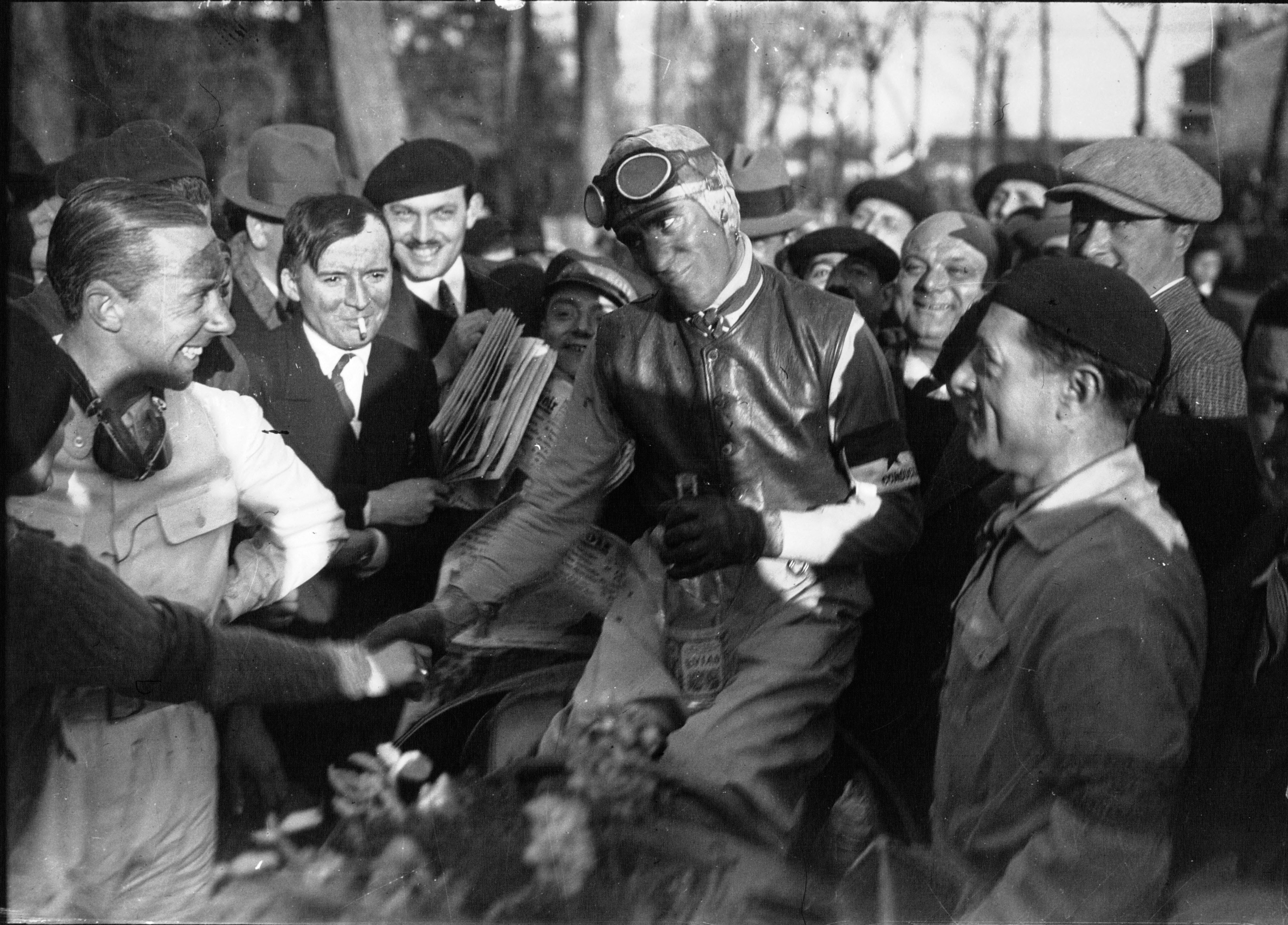
Tazio Nuvolari après sa victoire au Grand Prix de Pau en 1935

### Implantation durable du rugby auXXesiècle

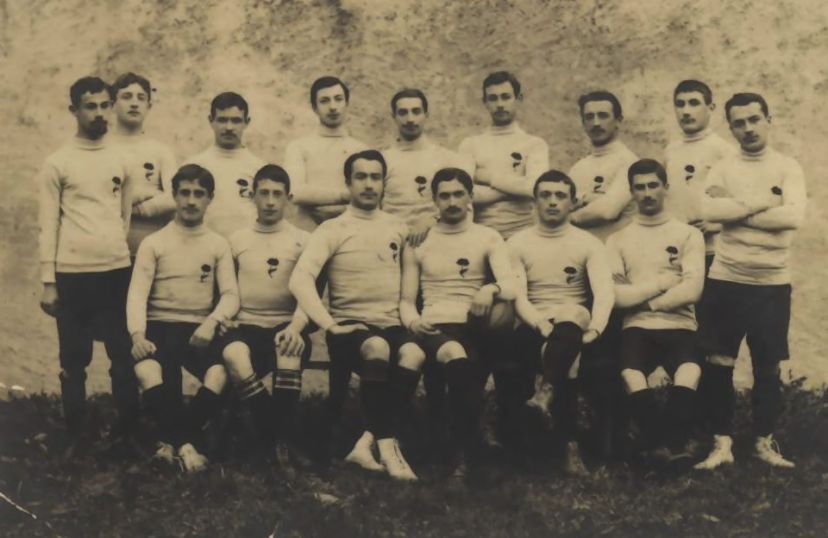
Coquelicots de Pau au début du XXe siècle

Si l'arrivée du football est tardive, l'implantation du rugby à XV à Pau et en Béarn est bien plus précoce, portée par les nombreux expatriés britanniques que compte la ville. En effet, avec Bordeaux, Pau est la seconde ville en dehors de Paris à accueillir du rugby. Dès 1890, les Coquelicots de Pau disputent des matches amicaux face aux Montagnards de Bayonne et à la Pyrénéenne de Tarbes.
| Images externes | |
|                 | Coquelicots de Pau - Montagnards de Bayonne, 27 février 1898 à la Haute-Plante 30Fi64 (consultation sur archives.agglo-pau.fr)              |
|                 | Coquelicots de Pau - Montagnards de Bayonne, 27 février 1898 à la Haute-Plante 30Fi64 (consultation sur archives.agglo-pau.fr)              |
|                 | Défilé Final Coquelicots de Pau - Montagnards de Bayonne, 27 février 1898 à la Haute-Plante 30Fi64 (consultation sur archives.agglo-pau.fr) |
|                 | Portrait des Coquelicots du lycée Louis-Barthou vers 1910, avec leur entraineur Louis Péguilhan) (consultation sur archives.agglo-pau.fr)   |

Les Coquelicots sont l'association sportive du lycée de Pau, et ont pris la suite de l'Avenir palois, société de gymnastique fondée en 1886,. Joseph Peyré, l'écrivain béarnais, a porté le maillot des Coquelicots,
Le premier club de rugby à voir le jour est le Stade Palois, fondé dès 1899.
| Images externes | |
|                 | Stade Palois le 3 avril 1902 33Fi452 (consultation sur archives.agglo-pau.fr)                                               |
|                 | Stade Palois lors de l'inauguration de la Pelouse des Jeux / champ Bourda 22Fi5582 (consultation sur archives.agglo-pau.fr) |

Il en va de même dans la région des Pays de l'Adour, le rugby s'implante durablement ,.
Les expatriés britanniques jouent un rôle majeur dans l'implantation de ce sport puisque l'Écossais J. J. Shearer œuvre pour le développement du rugby à Bordeaux et le Gallois Owen Roe à celui de l'Aviron bayonnais et du rugby à Bayonne,.

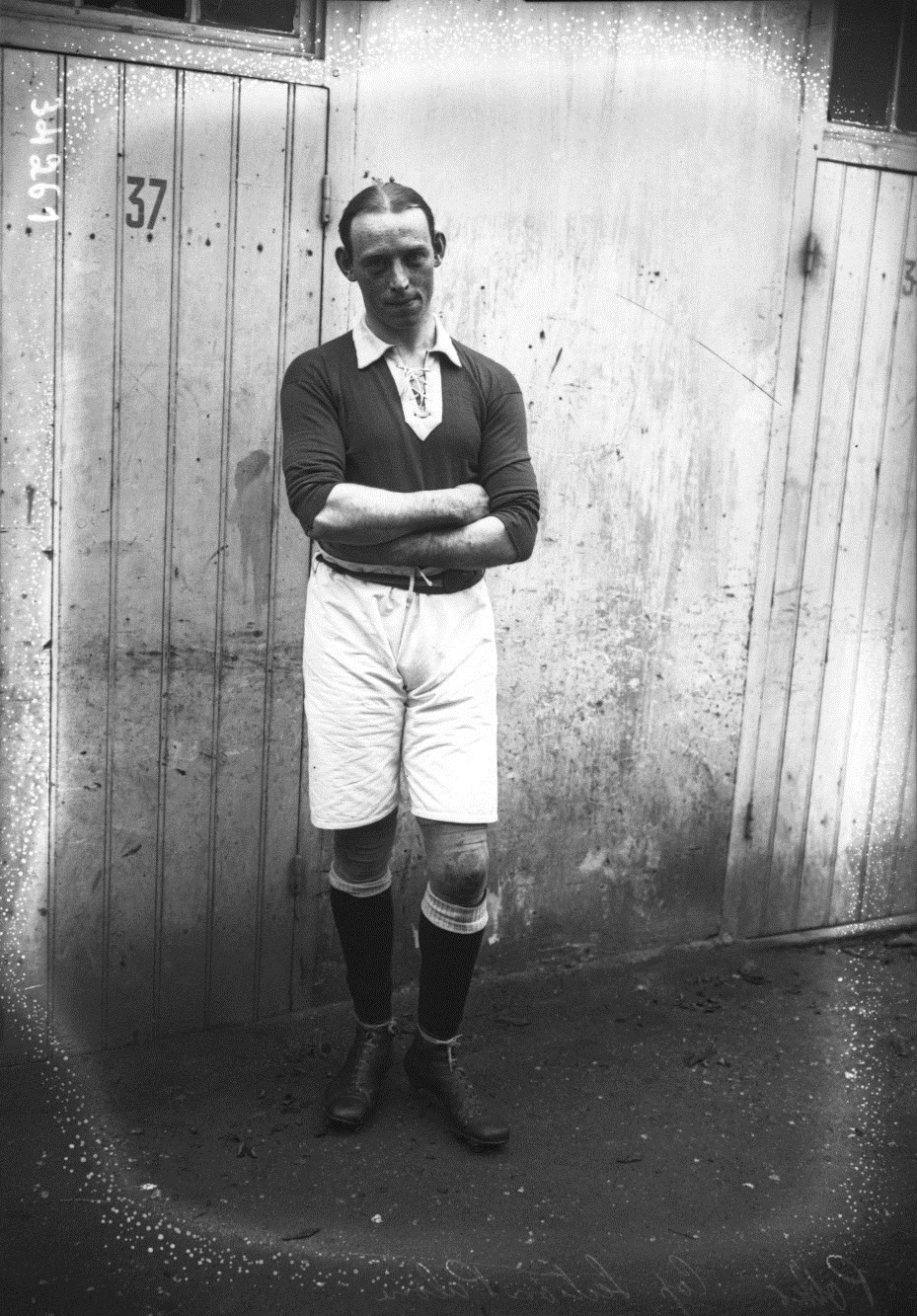
Tom Potter à Pau en 1912.

La Section Paloise, qui a abandonné la pratique de la barette promue par le Docteur Tissié en 1905 après avoir absorbé le stade, se consacre alors au Football-Rugby, futur rugby à XV. Le club, capitalisant sur l'afflux des hivernants, accueille  des joueurs britanniques tels que les gallois Crockwell dès 1907 et Tom Potter, ancien officier de l'Army en provenance des Harlequins à partir de 1912.
L'arrivée de ces talents étrangers et le vivier de joueurs béarnais contribue à faire de la Section Paloise une place forte du rugby français, avec 3 titres de champion de France, un challenge Yves du Manoir et un titre en Challenge Européen.
Ce succès du rugby en Béarn et Gascogne s'explique également par l'antagonisme entre les patronages laïcs des abbayes laïques, largement représentés dans le Sud-Ouest et les patronages catholiques, qui a certainement contribué à favoriser la pratique du rugby. Protestant et aristocratique en Angleterre, le rugby français sera géographiquement occitan, politiquement républicain et laïc et sociologiquement non élitiste.
En effet, l'Église catholique désapprouvait la pratique du Football-Rugby en raison des fréquents contacts entre les joueurs, et militait pour le développement du Football-Association ou du basket-ball. C'est ainsi qu'au début du XXe siècle, les catholiques béarnais, par l’action de la Fédération gymnastique et sportive des patronages de France (FGSPF), font du football et du basket-ball leurs sports phares, le rugby étant jugé trop républicain et laïc.
Ce contexte a favorisé l'émergence de véritables clubs de rugby, et non de patronages catholiques. Les républicains et anticléricaux se rangent derrière le ballon ovale, et l'implantation du football se fait plus sporadiquement.
Le rugby représentait donc certainement une forme de résistance face à l'Église catholique, le Béarn ayant été historiquement une terre protestante, seul État protestant d'Europe du Sud avant l'annexion militaire de Louis XIII, qui imposa la religion catholique comme religion officielle.
Enfin, l'impérialisme linguistique de la Troisième République, se traduisant par la politique de francisation forcée, provoqua un mouvement de défense du béarnais (voir Linguicide et Vergonha) dans cet ancien État indépendant.
Ainsi, le Béarn est à la Belle Époque une terre rebelle à l'État jacobin, farouchement éprise de liberté, que l'annexion à la France et l'affirmation des États-Nations a privé de son rôle clé transpyrénéen, expliquant sans doute l'anglomanie de Pau à la fin du XIXe siècle.

### Football et patronages catholiques
Dans ce contexte défavorable au développement du football en Béarn et dans les Pays de l'Adour de manière plus générale, l'implantation de ce sport sera donc l'œuvre de l'Église et des patronages paroissiaux. Ainsi, la grande majorité des clubs de football des Pays de l'Adour (Béarn et Gascogne, dont Landes, Armagnac, Bigorre ainsi que du Pays basque français) tirent leurs origines des différents patronages catholiques locaux.
En effet, la propagation du football dans cette terre acquise au Rugby Football ne débute réellement qu'au début du XXe siècle lorsque des équipes voient le jour en Béarn et Pays basque français sous l'égide des patronages issus des paroisses de quartiers des villes et villages.
La pratique du football à Pau est attestée en 1902, date de la première partie de football disputée à la JAB de Pau, patro historiquement tourné vers la formation. Ce club, issu du patronage Saint-Martin a son siège au 29 Rue de Gontaut Biron, près du Parlement de Navarre (Pau) . La JAB a formé de nombreux joueurs professionnels comme Jean-Michel Larqué, Jean-François Larios ou Dominique Vésir.
C'est toutefois le Football-Association Bourbaki qui dispute la première véritable saison de football en 1904, et sera le club de football phare de la ville jusque dans les années 1950. Ce patronage est celui de la paroisse Saint-Jacques de Pau, qui a été fondé en 1888 par l'abbé Lafourcade. Quelques années plus tard en 1896, le patronage acquiert un terrain situé au 8 rue Bourbaki à Pau et prend ainsi indirectement le nom de Charles-Denis Bourbaki, général natif de la ville connu pour avoir commandé l'armée de l'Est lors de la guerre de 1870. C'est l'un des patronages les plus importants de l'Union Pyrénéenne.

### Cyclisme: la passion pour la Petite Reine

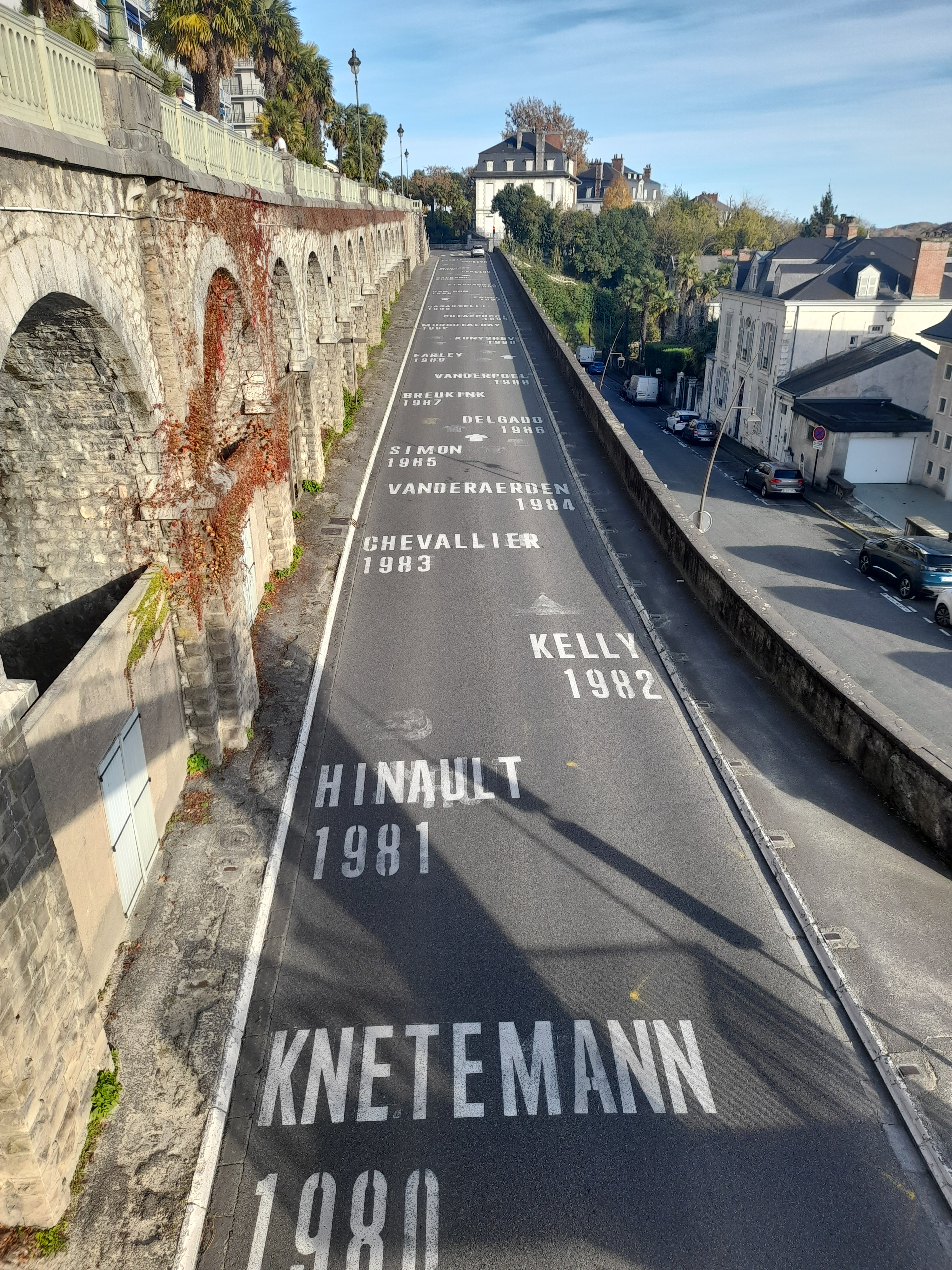
Photo de l’Avenue Napoléon. On y voit les cyclistes Français Bernard Hinault ou encore Philippe Chevallier, victorieux à Pau en 1981 et 1983.

Chaque année ou presque, Pau figure parmi les étapes emblématiques du Tour de France. Sa position géographique stratégique, à proximité des cols mythiques des Pyrénées tels que l'Aubisque ou le Tourmalet, en fait une ville incontournable pour les épreuves de montagne. Chaque année, les Palois réservent un accueil particulier aux coureurs et transforme la ville en une véritable fête populaire. L’écrivain Christian Laborde disait « Pau est au cœur du spectacle. Dans un sens, comme celui de cette année [2024], elle est le témoin de la première bataille, celle qui ne permet pas de dire qui va gagner le Tour, mais qui l’a perdu ». La ville est devenue une incontournable de la Grande Boucle et est la ville ayant le plus accueilli la compétition derrière Bordeaux et Paris. En 2015, la ville décide d’ériger un musée à ciel ouvert au Bois-Louis, dans le centre-ville de Pau, ce projet, appelé « le Tour des Géants » est un mémorial de chaque édition du Tour où y sont inscrits les noms des vainqueurs. Dans cette même idée, en 2017, l’Avenue Napoléon, perpendiculaire au Boulevard des Pyrénées est décorée de tous les noms des vainqueurs d’étapes à Pau.

### XXIe siècle
Pau est labellisée « Ville Européenne du Sport 2018 ».

## Calendrier sportif palois
Aujourd'hui[Quand ?], le calendrier sportif palois[réf. nécessaire] compte :
- Le Grand Prix automobile de Pau disputé une fois par an sur le Circuit urbain de Pau ;
- le Grand Prix de Pau historique disputé une fois par an sur le Circuit urbain de Pau.
- des étapes des Championnats de France de canoë-kayak ;
- le Concours complet international de Pau en équitation ;
- le critérium cycliste Pau Lyautey ;
- Rencontres internationales de capoeira ;
- Rencontres internationales de danse organisées par l'association Rezodanse ;

Le calendrier sportif est complété par celui des clubs de sports collectifs (football, basket-ball, rugby à XV).

## Les principaux équipements sportifs palois

### Sports aquatiques
Deux grands équipements sont destinés aux sports aquatiques : le stade nautique et le stade d'eaux-vives. Le stade nautique Pyrénéo, inauguré en 2014 et remplaçant l'ancien stade rue Nitot construit en 1964, peut accueillir 1 420 personnes en même temps. La piscine extérieure abrite deux bassins, dont un olympique, et une fosse à plongeon. La piscine intérieure comporte un bassin d'apprentissage de 12 m et un bassin ludique de 20 m.
Le stade d’eaux vives Pau Béarn Pyrénées, après une période de rodage d’un an, a ouvert ses portes à l’occasion de la Coupe du monde de canoë-kayak slalom de 2009. Il est équipé d’un bassin de départ en eau plate de 5 000 m2, d'un parcours en eaux-vives de 300 m de long et 15 m de largeur moyenne, sur un dénivelé de 5 m avec une pente de 2 %, et d'un bassin d’arrivée de 1 800 m2.

### Sports de salles et stades
Le Palais des Sports de Pau est, avec 7 707 places assises dont 500 en loges, lors de son inauguration en 1991, la deuxième plus grande salle en France derrière le Palais omnisports de Paris-Bercy. Siège de l'Élan béarnais, il sert également aux épreuves de Coupe Davis et aux championnats du monde de handball féminin.
Divers stades permettent la pratique des sports d'extérieur : le stade du Hameau, stade de 18 324 places situé à l'est de la ville et siège de la Section paloise rugby et du Pau Football Club, le stade de la Croix du Prince, stade de rugby, siège historique de la Section paloise et où jouent aujourd'hui les équipes espoirs, le stade André-Lavie, stade d'athlétisme de Pau, Il est le siège du Club Universitaire Palois (CU Pau) et sert de lieu d’entraînement pour ses athlètes ainsi que pour les clubs des alentours. Il accueille également des compétitions FFA et UNSS. Seule piste à 8 couloirs des Pyrénées-Atlantiques, le stade André-Lavie dispose d'installations complètes et rares de nos jours pour l’athlétisme : 2 cages de lancers directement sur le terrain, 2 aires de javelot, 3 aires de poids, 2 sautoirs en hauteur, 2 sautoirs longueur/triple saut et un sautoir à la perche. Cette configuration constitue un atout majeur pour l’athlétisme palois.
Le Jaï-alaï de Pau, complexe de pelote basque, inauguré en 2006, est la plus grande salle de pelote basque en Europe et la seule (en France) où se déroulent des paris sportifs[source insuffisante]. Il réunit toutes les aires de jeux nécessaires aux 23 spécialités de la pelote dont 14 sont reconnues au niveau international : à l’extérieur un fronton en place libre et à l'intérieur un trinquet, un jaï alaï et un mur à gauche, dotés de tribunes d’une capacité de plus de 2 000 places.

### Sports équestres
L'hippodrome du Pont-Long, créé en 1842, est le deuxième centre hippique de France, derrière l'hippodrome d'Auteuil. Il comprend des pistes intérieures et extérieures de haies et de steeple-chase, une piste en huit de steeple-chase, un parcours de cross country et une piste plate en sable fibré de 2 250 m et large de 20 m avec une ligne droite de 400 m. Il est complété par le centre d'entraînement de Sers abritant six cents chevaux à l'année,. Par ailleurs, dans le domaine de l'équitation de loisir, le centre équestre Cheval détente des berges du Gave, créé en 1994 et initialement conçu comme centre de promenade à cheval et à poney, est devenu une école française d’équitation labellisée.

### Autres équipements
Deux golfs se situent près de Pau : le golf d'Artiguelouve et le Pau Golf Club 1856, situé à Billère. Créé par des Écossais en 1856, ce dernier fut le premier du continent et un des plus anciens du monde. Il offre un parcours de 18 trous et son club-house de style victorien abrite un restaurant et un bar à l'ambiance britannique.
Le plantier de Pau permet le jeu de quilles de 9, ancêtre du bowling. Le sport se pratique avec une boule de 6,2 kg et neuf quilles de 96 cm,.
Officiellement inauguré le 18 mai 1902, le vélodrome imaginé par Jules-Antoine Noutary, futur architecte du stade de la Croix du Prince est utilisé par le Véloce-Club Béarnais, fondé en 1883 qui utilisait les lieux au début du XXe siècle,,.
Le vélodrome est peu à peu délaissé au profit des courses sur route. Après 1950, l'ancien vélodrome est graduellement transformé en stade municipal, renommé stade Philippe Tissié en hommage au palois fondateur des Lendits scolaires et initiateur de la gymnastique suédoise en France.
Le Stade Philippe Tissié accueille désormais le sport scolaire et devient chaque année le cœur du circuit du Grand Prix automobile de Pau.

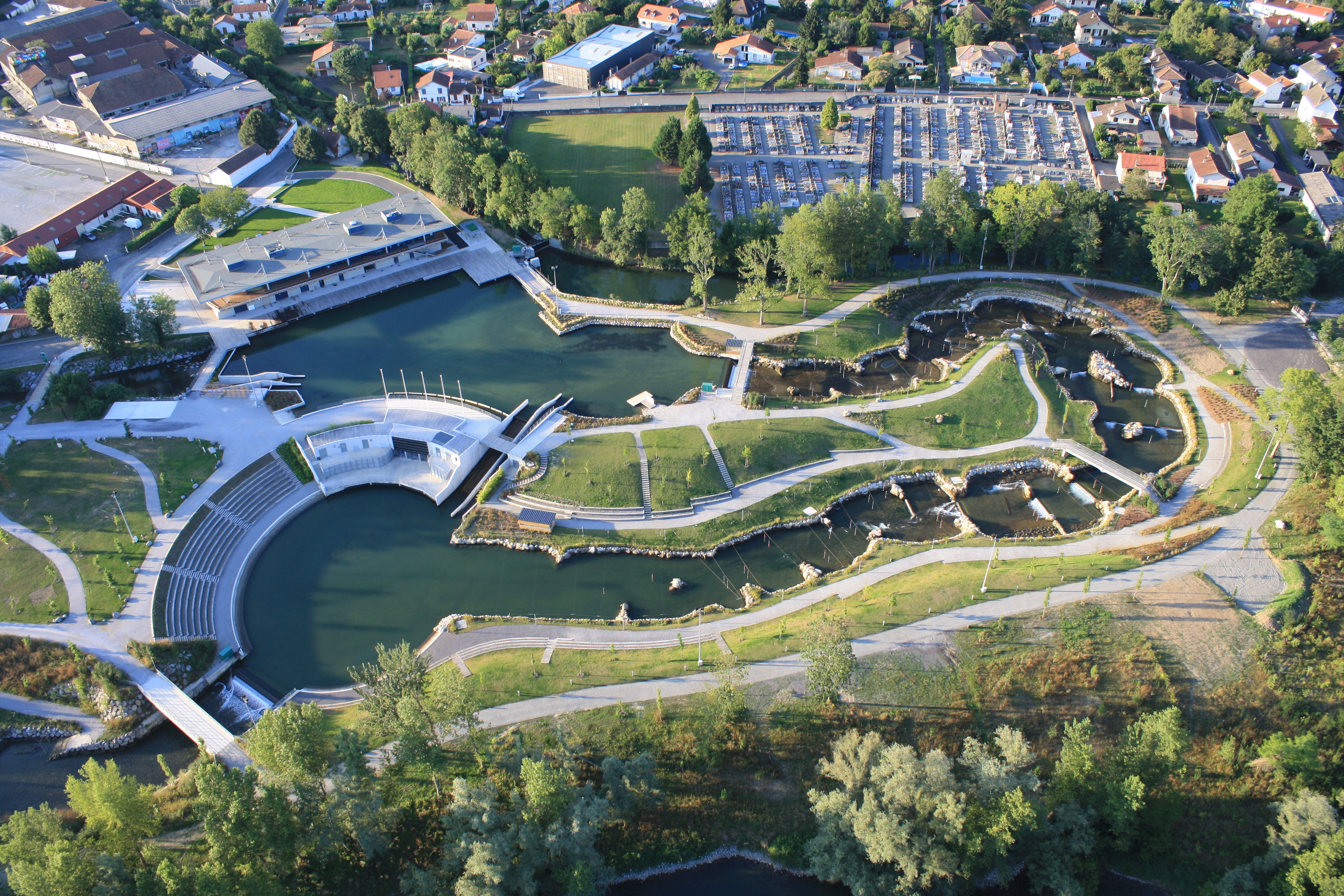
Le stade d'eaux vives.
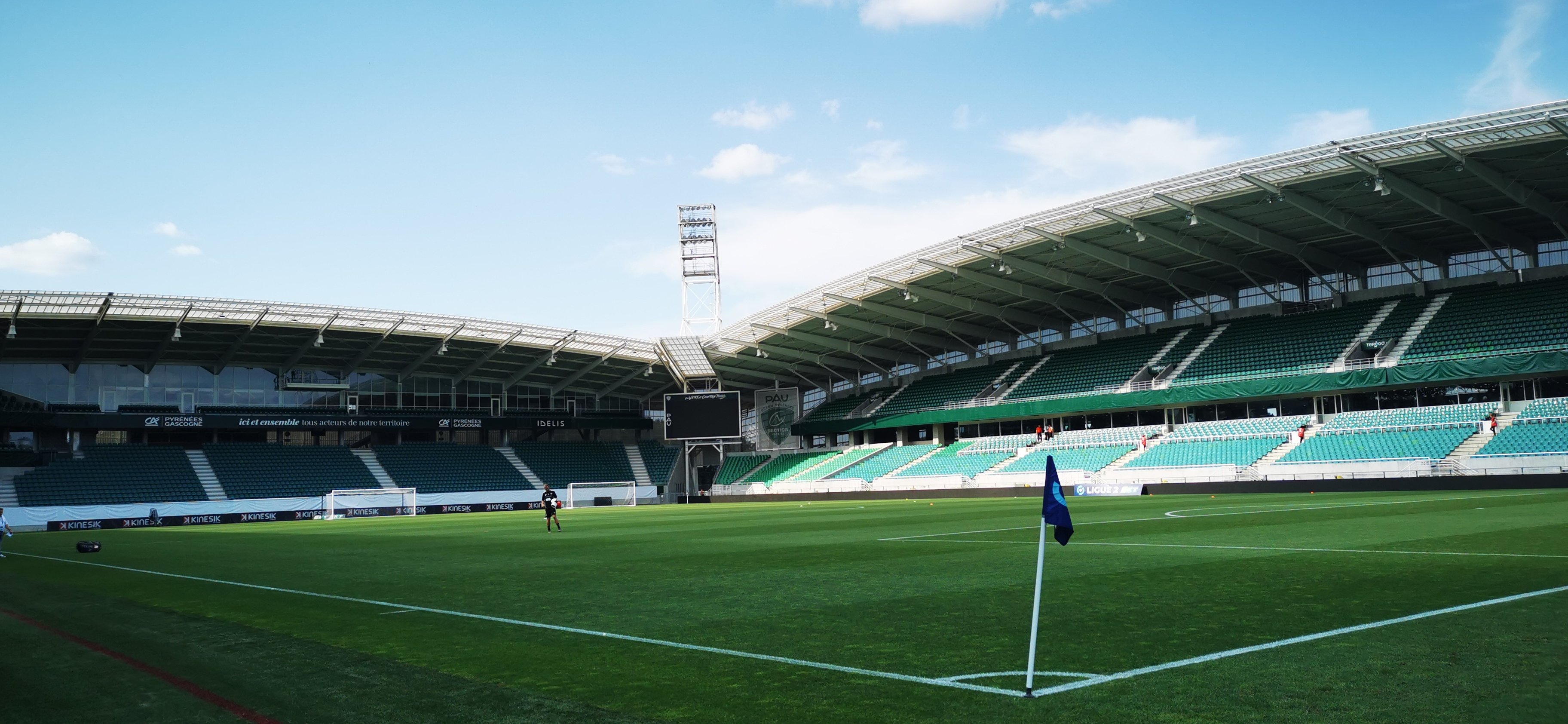
Stade du Hameau, après sa rénovation de 2017.
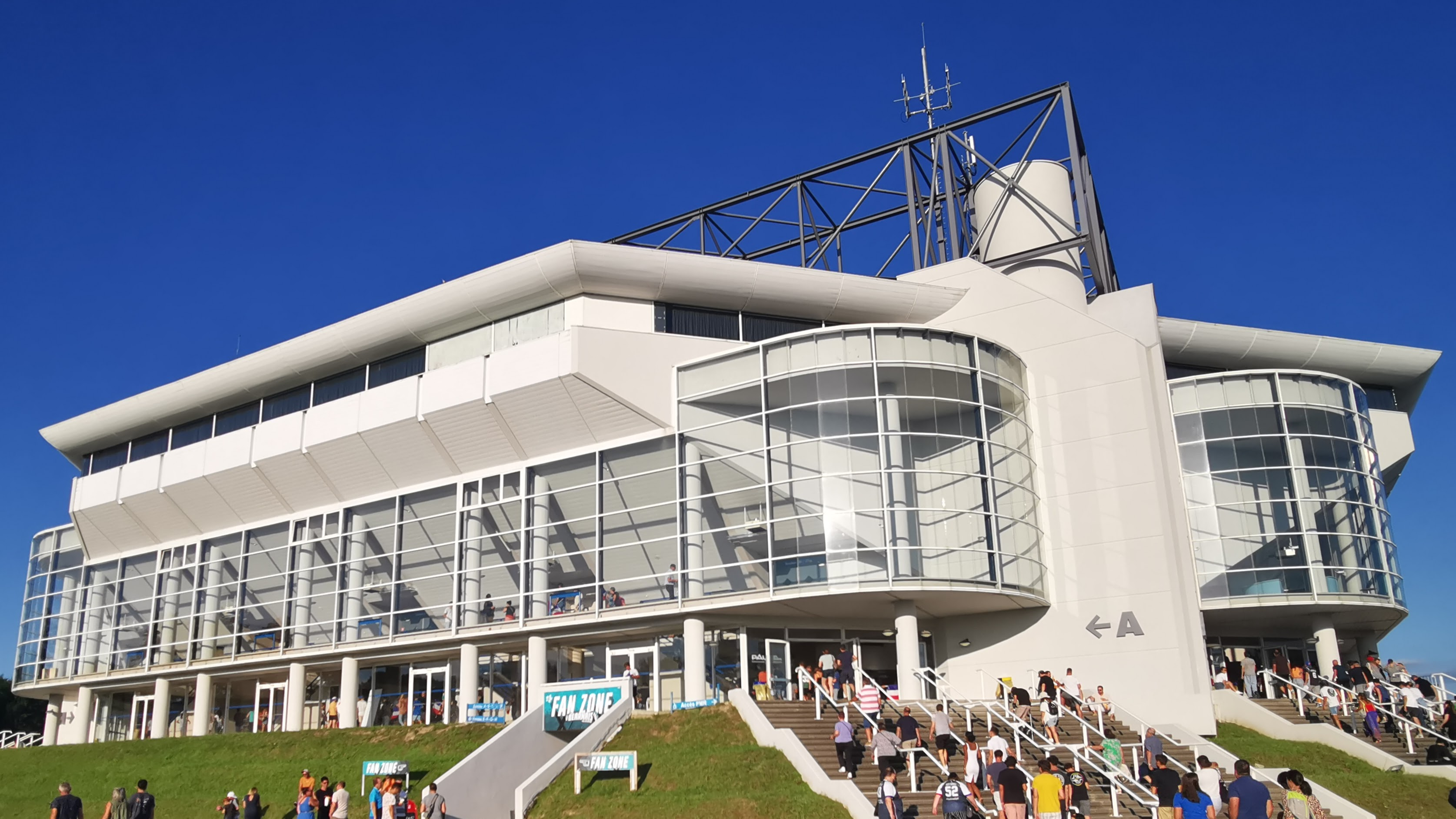
Le Palais des sports en 2023.
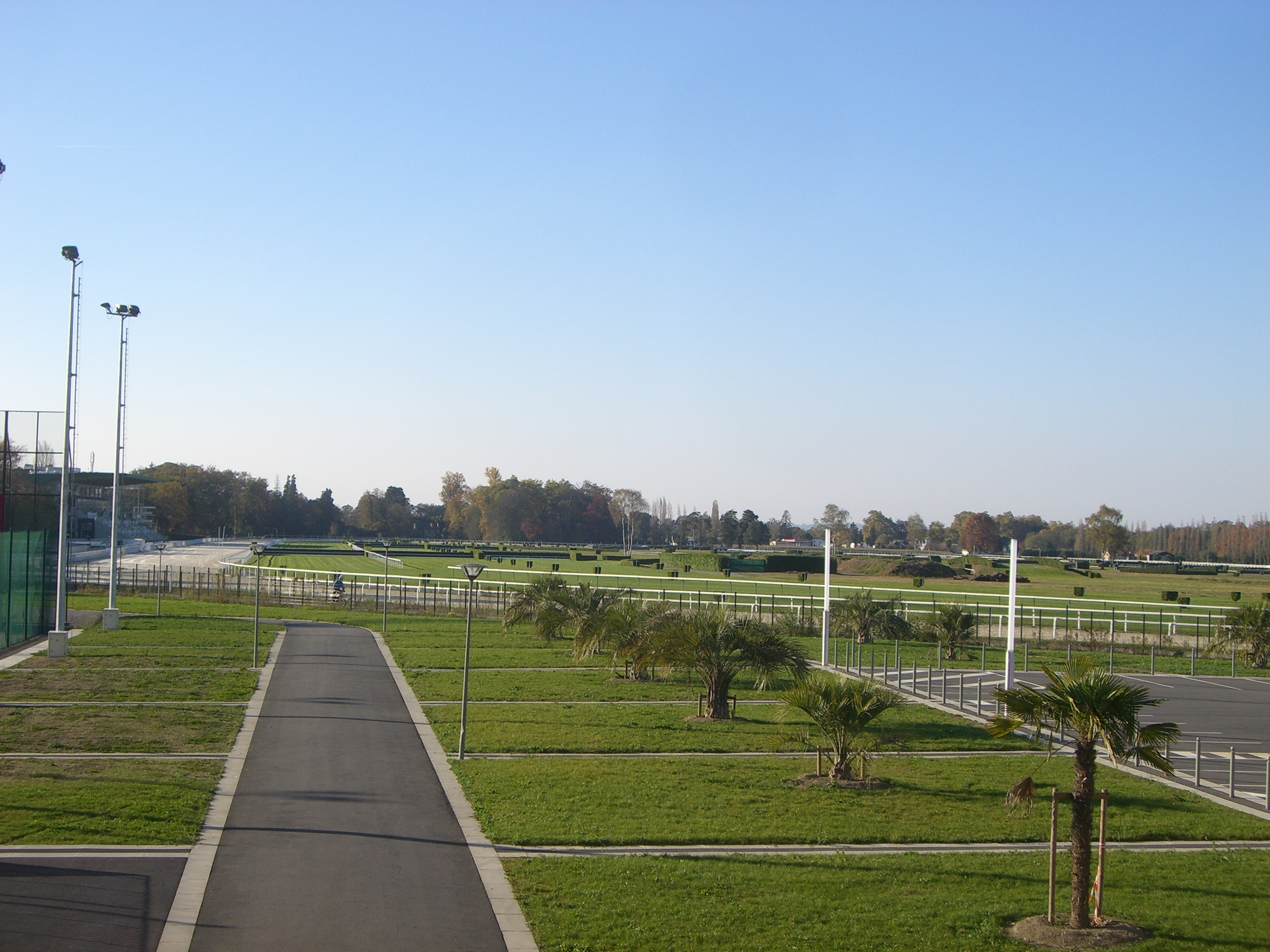
L'hippodrome du Pont-Long.
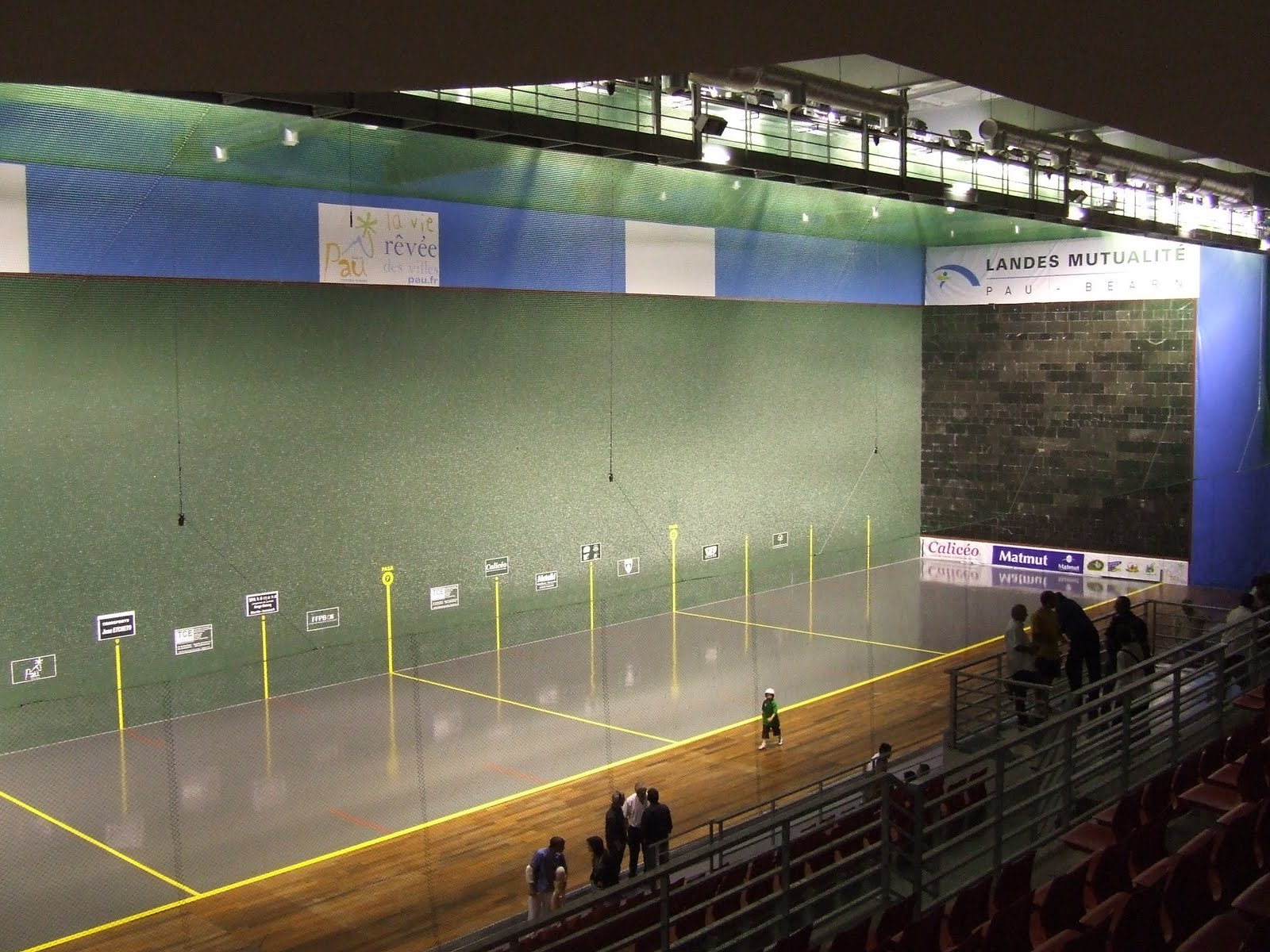
Complexe de Jaï-alaï.
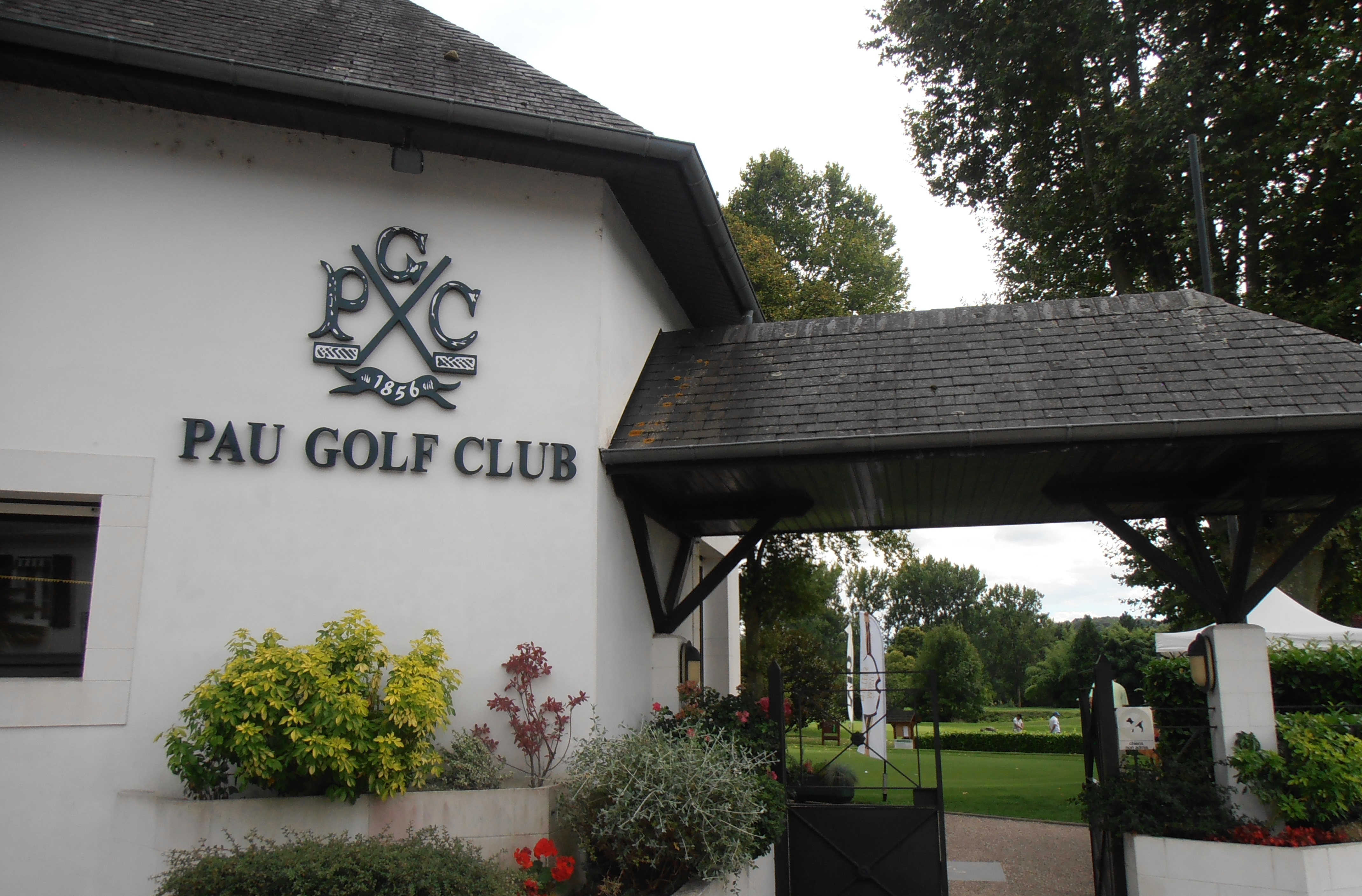
Pau Golf Club

## Les clubs sportifs
- Rugby à XV : la Section paloise, club créé en 1902 et auréolé de trois titres de champion de France (1928, 1946 et 1964), vainqueur de la Coupe de France (1997) et du Challenge Européen (2000). Le club évolue depuis en Top 14 ;
- Football : Pau Football Club, club qui évolue en Ligue 2 ; Association Bourbaki; Bleuets de Notre-Dame; Jeanne d'Arc Le Béarn ;
- Basket-ball : le club de l'Élan béarnais Pau-Orthez compte neuf titres de champion de France (1986, 1987, 1992, 1996, 1998, 1999, 2001, 2003 et 2004), cinq coupes de France (1991, 1992, 1993, 2002, 2003), une Semaine des As (1993) et un titre de vainqueur de la Coupe Korać en 1984 (Coupe d'Europe) ;
- Canoë-kayak: le Pau Canoë Kayak Club Universitaire compte trois champions olympiques : Patrice et Tony Estanguet, Fabien Lefèvre ;
- Athlétisme: Le CUP, ou Club universitaire palois (également connu sous le nom de CU Pau), a été fondé le 29 août 1947. Organisateur de la Féminine de Pau[67] et affilié à la FFA, le CUP a vu de nombreux athlètes internationaux dans son histoire, notamment André Lavie, dont le stade où s'entraîne le club porte le nom. Encore aujourd'hui, le CUP est présent à l'international avec des jeunes comme l'heptathlonienne Zola Ndouma-Mona (4ème aux Championnats d'Europe 2024[68]) qui est sélectionnée fréquemment en équipe de France[69].
- Escrime : la Section paloise Escrime est un des clubs les plus prestigieux de France. Depuis sa création, dans le quartier du Hédas, de nombreux champions olympiques et mondiaux sont issus du club ;
- Football américain : les Sphinx de Pau, club créé en 1998 ;
- Handball : Pau Nousty Sports qui dispute ses matchs sur les deux communes de Pau et Nousty  ainsi que le Pau Billère Handball, club de ProLigue ;
- Pyrénéa Sports, club de montagne (alpinisme, escalade,randonnée pédestre,ski de montagne,ski alpin) créé en 1939, organise la Pyrénéa, triathlon de Pau à Gourette ;
- Club alpin français : la section de Pau a été créée en 1886 (alpinisme, randonnée pédestre, ski de montagne, canyoning...) ;
- Baseball et Softball : les Pumas de Pau ont été champions de France en 2004 et finalistes en 2006 ;
- Parkour : association Shock of Street - Pau Parkour[70] créée en 2010 , affiliée à la Fédération de Parkour;
- Sports aériens : 
  - l'Aéro-club du Béarn, le plus ancien aéro-club de France, fut fondé par Paul Tissandier en décembre 1908 en vue d'homologuer les vols que les frères Wright devaient réaliser à Pau. Ceux-ci transférèrent effectivement à Pau (à partir de janvier 1909) l'école de pilotage Wright initialement ouverte au Mans à l'été 1908 ;
  - le Pau Pyrénées Air Club (PPAC) fondé en 2004 est un club voué à la voltige aérienne, celui-ci est situé dans des hangars de l'aéroport Pau Pyrénées ;
- Parachutisme : la région de Pau, réputée pour sa faible exposition au vent, est un haut lieu de parachutisme et concentre plusieurs clubs. Pau a d'ailleurs accueilli plusieurs championnats du monde et est le siège de l'ETAP ;
- Échecs : étant l'un des plus vieux clubs d'échecs, l'Échiquier Henri IV, créé en 1925, est le plus grand club d'Aquitaine. Il est aussi l'un des 45 clubs à avoir reçu, jusqu'en 2013, le label formateur des clubs.
- Omnisports: Association Bourbaki, JAB de Pau & Bleuets de Notre-Dame.

## Médias sportifs palois
- La République des Pyrénées
- L'Éclair des Pyrénées
- Sud Ouest

### Autres sources
1. ↑  « Un vieux béarnais du Béarn », sur Gallica, L'Indépendant des Basses-Pyrénées, 30 janvier 1897 (consulté le 11 mai 2021).
2. ↑  « La chasse à courre », La Vie au grand air : revue illustrée de tous les sports,‎ 15 décembre 1898, p. 214 (lire en ligne)
3. ↑  « Aux courses de Pau », La Vie au grand air : revue illustrée de tous les sports,‎ 11 février 1899, p. 260 (lire en ligne)
4. ↑  « Golf », La Vie au grand air : revue illustrée de tous les sports,‎ 15 avril 1898, p. 22 (lire en ligne)
5. ↑  « L'histoire du Club - Pau Golf Club 1856 », sur paugolfclub.com (consulté le 31 août 2020).
6. ↑  Caillé, Yves, Pau Golf-Club : le St Andrews du continent, Pau, J & D, 1990, 141 p. (ISBN 2-906483-37-0 et 978-2-906483-37-8, OCLC 463120995, lire en ligne)
7. ↑  « Quand Pau était aussi une ville américaine », Sud-Ouest,‎ 9 août 2017 (lire en ligne)
8. ↑  « Pau et l'aviation: une passion partagée depuis plus de 100 ans », sur espace-pau-aviation.fr.
9. ↑  José Cubero, L'invention des Pyrénées, Pau, Éditions Cairn, 2013, 240 p. (ISBN 978-2-35068-346-1 et 2-35068-346-X, lire en ligne)
10. ↑  « Les sports à Pau », sur Gallica, L'Auto, 18 janvier 1901 (consulté le 23 septembre 2020).
11. 1 2  « Jeu de Paume », sur L'Avenir de Pau, 5 novembre 1898 (consulté le 23 juin 2020).
12. ↑  Richard Travers, Le jeu de paume à Pau, Pau, Marrimpouey, 4e trimestre 2019, 118 p. (ISBN 978-2-85302-173-9), p. 33 à 35
13. ↑  « Classique tournois international du Lawn-Tennis Club de Pau », sur Gallica, Figaro, 15 avril 1933 (consulté le 25 septembre 2020).
14. ↑  « Championnat des Pyrénées », sur Gallica, L'Auto, 24 mars 1905 (consulté le 25 septembre 2020).
15. ↑  [archives communautaires de la ville de Pau]
16. 1 2  « Cyclisme », sur L'Indépendant des Basses-Pyrénées, 6 avril 1894 (consulté le 22 juin 2020).
17. 1 2  « Le Parc de la Gare », sur L'Indépendant des Basses-Pyrénées, 29 juin 1900 (consulté le 22 juin 2020).
18. 1 2  « Course de vélocipèdes », sur Gallica, Le Moniteur des Pyrénées, 18 mars 1883 (consulté le 25 septembre 2020).
19. ↑  « Au Vélodrome du parc de la Gare », sur Gallica, L'Indépendant des Basses-Pyrénées, 3 juin 1922 (consulté le 28 septembre 2020).
20. ↑  « Pour un Parc des Sports », sur Gallica, L'Indépendant des Basses-Pyrénées, 31 décembre 1931 (consulté le 1er avril 2022).
21. ↑  Charles Lagarde, « Propos sportifs palois », sur Gallica, L'Indépendant des Basses-Pyrénées, 25 octobre 1940 (consulté le 1er avril 2022).
22. 1 2  « La Vie au grand air : revue illustrée de tous les sports », sur Gallica, 11 mars 1900 (consulté le 10 septembre 2020).
23. ↑  « Pau-Bayonne-Pau », La Vie au grand air : revue illustrée de tous les sports,‎ 23 avril 1899 (lire en ligne)
24. ↑  « La Pratique automobile vulgarisée / dir. Mortimer-Mégret », sur Gallica, 1er mars 1933 (consulté le 10 septembre 2020).
25. ↑  « Pau 1949 : la légende Fangio est en route, Mai 2019 : Pau fête El Maestro ! », sur Grand Prix de Pau, 7 mai 2019 (consulté le 9 novembre 2020).
26. ↑  Loïc Ravenel, La géographie du football en France, Presses universitaires de France, 1998 (ISBN 978-2-13-049403-4, lire en ligne)
27. ↑  Marcel de Laborderie, « Pau - Bayonne, certainement un des plus grands matches de la saison de rugby », Le Miroir des sports,‎ 27 novembre 1928, p. 375 (lire en ligne)
28. ↑  « Le Sud triomphe des probables par 8 à 3 », Excelsior,‎ 8 décembre 1913, p. 3 (lire en ligne)
29. ↑  « DE HUGUES À COSTIL : L’HISTOIRE DES RENNAIS EN ÉQUIPE DE FRANCE », BFM,‎ 8 octobre 2014 (lire en ligne)
30. ↑  Louis Sallenave, Un siècle à Pau et en Béarn, Presse et éditions de l'Adour, 2000 (ISBN 978-2-84394-328-7, lire en ligne)
31. ↑  « Les sociétés de gymnastique et l'Avenir Palois », L'Indépendant des Basses-Pyrénées,‎ 13 janvier 1886 (lire en ligne)
32. ↑  Société de Borda, Bulletin trimestriel de la Société de Borda, Société de Borda, 2007 (lire en ligne)
33. ↑  C. Lagarde, Au pays du roi Henri, pays de beau rugby: cinquante ans à la Section Paloise, Pau, 1953, p. 15
34. ↑  Société des amis du Musée pyrénéen Auteur du texte, « Pyrénées : organe officiel du Musée pyrénéen du Château-fort de Lourdes, de la Fédération franco-espagnole des sociétés pyrénéistes, du G.P.H.M. / Société des amis du Musée pyrénéen », sur Gallica, janvier 1953 (consulté le 19 janvier 2021).
35. ↑  « Exposition Rugby Musée du Sport », sur diplomatie.gouv.fr.
36. ↑  « Le développement du Rugby en France », sur Gallica, Le Miroir des sports : publication hebdomadaire illustrée, 14 octobre 1920 (consulté le 10 septembre 2020).
37. ↑  « Rugby en France », sur Gallica, Le Miroir des sports : publication hebdomadaire illustrée, 2 mars 1937 (consulté le 10 septembre 2020).
38. ↑  (en) Philip Dine, French Rugby Football : A Cultural History, Berg Publishers, 2001, 238 p. (ISBN 978-1-85973-327-1, lire en ligne)
39. ↑  (en) Tony Collins, The Oval World : A Global History of Rugby, Bloomsbury, 560 p. (ISBN 978-1-4088-4370-3, lire en ligne)
40. ↑  Denis Lalanne, Ce bleu des maillots et des guerres, 1968 (ISBN 2710398788, lire en ligne)
41. ↑  (en) Philip Dine, French Rugby Football: A Cultural History, Bloomsbury Publishing, 1er juillet 2001 (ISBN 978-1-84788-032-1, lire en ligne)
42. 1 2  Frédéric Bonnet, « Les origines de l’invention du rugby », sur rugby-en-melee.com, 26 juin 2016.
43. ↑  Olivier Chovaux, Rugby : un monde à part ?: Énigmes et intrigues d’une culture atypoque, Artois Presses Université, 15 mai 2020 (ISBN 978-2-84832-405-0, lire en ligne)
44. ↑  Pierre Tucoo-Chala, Pau, ville américaine, Cairn, 1997 (ISBN 978-2-912233-00-4, lire en ligne)
45. ↑  « Annuaire / Fédération gymnastique et sportive des patronages de France », sur Gallica, 1937 (consulté le 27 novembre 2020).
46. ↑  « Pau : Bourbaki fête ses 110 ans », La République des Pyrénées,‎ 6 juin 2014 (lire en ligne)
47. ↑  Fédération sportive et culturelle de France texte, « Association Bourbaki », sur Gallica, Les Jeunes : courrier de quinzaine du journal "Le Patronage", 30 mars 1924 (consulté le 15 janvier 2021).
48. ↑  « Tour de France : pourquoi Pau est une étape incontournable », Les Echos,‎ 1er juillet 2023 (lire en ligne, consulté le 31 décembre 2024)
49. ↑  « Tour de France : Pau, Laruns et Loudenvielle en fête », sur SudOuest.fr, 28 août 2020 (consulté le 31 décembre 2024)
50. ↑  « Pau : le " mémorial " du Tour de France sera... jaune », sur LaRepubliqueDesPyrenees, 23 juin 2015 (consulté le 31 décembre 2024)
51. ↑  « Clin d’œil à Pau : l’avenue Napoléon-Bonaparte prête à recevoir les coureurs du Tour », sur LaRepubliqueDesPyrenees, 10 juillet 2024 (consulté le 31 décembre 2024)
52. ↑  « Pau labellisée Ville Européenne du Sport 2018 », sur pau.fr, 13 octobre 2017.
53. ↑  V.C., « Stade nautique de Pau : «la plus belle piscine de la région» », sur larepubliquedespyrenees.fr, 21 septembre 2011 (consulté le 23 novembre 2017).
54. ↑  « Pau : le Stade nautique rebaptisé Pyrénéo ouvrira en juin 2014 », sur larepubliquedespyrenees.fr (consulté le 23 novembre 2017).
55. ↑  Coulom 2014, p. 165.
56. ↑  « Le palais des sports », sur pau.fr (consulté le 23 novembre 2017).
57. ↑  « Pau, porte des Pyrénées, capitale du Béarn », sur aquitaineonline.com (consulté le 23 novembre 2017).
58. ↑  « Le Complexe de pelote basque », sur pau.fr (consulté le 23 novembre 2017).
59. ↑  « L'hippodrome », sur pau.f (consulté le 23 novembre 2017).
60. ↑  « L'hippodrome de Pau », sur federation-ouest.fr (consulté le 23 novembre 2017).
61. ↑  « Centre Equestre Cheval Détente Pau - Laroin (64) », sur chevaldetente64.com (consulté le 23 novembre 2017).
62. ↑  M.D., « Artiguelouve tombe les clichés du golf », sur larepubliquedespyrenees.fr, 13 septembre 2016 (consulté le 23 novembre 2017).
63. ↑  « Pau-Golf club - Histoire », sur paugolfclub.com (consulté le 23 novembre 2017).
64. ↑  « Jeux traditionnels du Béarn », sur pau.fr (consulté le 23 novembre 2017).
65. ↑  « Le jeu de quilles de neuf », sur quilles.net (consulté le 23 novembre 2017).
66. ↑  « Vélodrome de Pau », sur Gallica, L'Auto, 27 mars 1902 (consulté le 17 mars 2021).
67. ↑  Féminine de Pau.
68. ↑  Etienne Goursaud, « Championnats d’Europe U18 d’athlétisme 2024 – Le plein pour les Bleuets », sur Dicodusport, 18 juillet 2024 (consulté le 24 novembre 2024)
69. ↑  « les Sélections Internationales », sur bases.athle.fr (consulté le 24 novembre 2024)
70. ↑  « Shock of Street, première association de Parkour à Pau ».